# Im Kkŏk-chŏng
Im Kkŏk-chŏng (hangeul : 임꺽정 ; hanja : 林巪正 ; RR : Lim Keok Jeong) est un brigand coréen de la période Joseon. Très populaire à son époque, il sert de modèle au personnage de Hong Gildong dans le roman La Légende de Hong Gildong.